# Forschungsinstitut Manfred von Ardenne

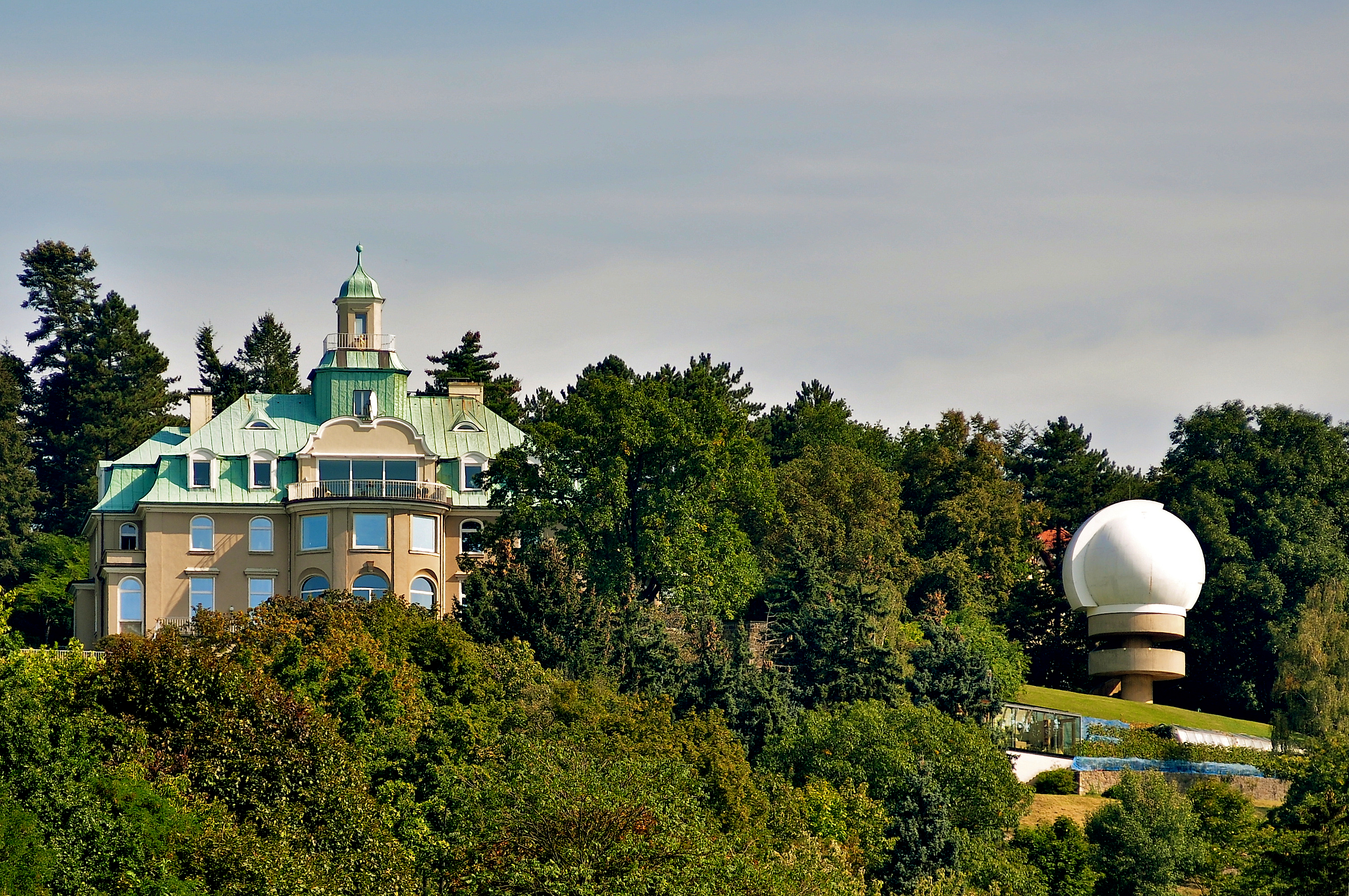
Ansicht der Villa im Jahr 2011

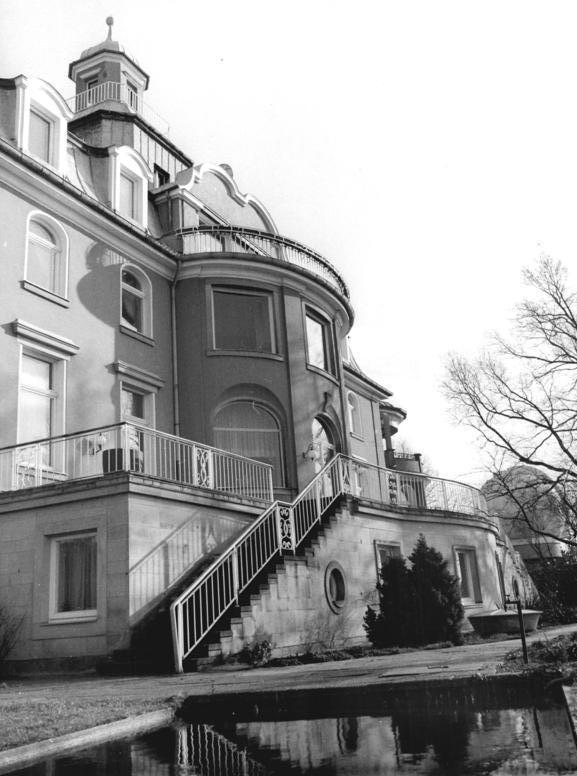
Forschungsinstitut Manfred von Ardenne (Zeppelinstraße 7)

Das Forschungsinstitut Manfred von Ardenne, auch als Manfred-von-Ardenne-Institut oder kurz als Ardenne-Institut bezeichnet, war eine von 1955 bis 1990 bestehende Forschungseinrichtung mit Sitz im Dresdner Stadtteil Oberloschwitz. Es wurde vom deutschen Wissenschaftler und Erfinder Manfred von Ardenne nach seiner Rückkehr aus der Sowjetunion gegründet und geleitet, und hatte 1989/1990 rund 500 Mitarbeiter. Als stellvertretender Direktor fungierte ab 1965 Siegfried Schiller.
Das Institut, zu dem auch eine Klinik gehörte, war die einzige private Forschungseinrichtung und einer der größten privatwirtschaftlichen Arbeitgeber in der Deutschen Demokratischen Republik (DDR). Die überwiegend anwendungsorientierte Forschung konzentrierte sich vor allem auf die Nutzung von Elektronen- und Ionenstrahlung für wissenschaftliche und technische Zwecke, die Vakuumbedampfung, die Elektronenmikroskopie und andere Bereiche der Biomedizintechnik. Etwa ab der Mitte der 1960er Jahre bildete die Behandlung von Krebserkrankungen einen weiteren Forschungsschwerpunkt.
Zu den bekanntesten Ergebnissen der Arbeit des Instituts zählten die Eigenentwicklung einer Herz-Lungen-Maschine für den DDR-Markt sowie die Sauerstoff-Mehrschritt-Therapie bei Krebs. Aus dem Institut entstanden nach 1990 die Firmen Von Ardenne Anlagentechnik (seit 2013 Von Ardenne GmbH) und Von Ardenne Institut für Angewandte Medizinische Forschung GmbH. Darüber hinaus geht auch das in Dresden ansässige Fraunhofer-Institut für Organische Elektronik, Elektronenstrahl- und Plasmatechnik auf Arbeitsgruppen des ehemaligen Ardenne-Instituts zurück.
Auf dem einstigen Institutsgelände befinden sich zwei Sternwarten (Plattleite 27 und Zeppelinstraße 7).